# Cabeço da Macela
O Cabeço da Macela é uma elevação portuguesa localizada no concelho de São Roque do Pico, ilha do Pico, arquipélago dos Açores.
Este acidente geológico tem o seu ponto mais elevado a 872 metros de altitude acima do nível do mar. Próximo a esta elevação passa a Ribeira Nova e localiza-se os Cabeços das Torrinhas.